# Vladislav 3. af Polen
Vladislav 3., også kaldet Vladislav af Varna, (31. oktober 1424–10. november 1444) var konge af Polen fra 1434 til 1444 og af Ungarn og Kroatien fra 1440 til 1444.
Vladislav 3. var søn af Vladislav 2. Jagello af Polen og Sofia af Halshany. Han anførte det sidste europæiske korstog, da han med en ungarsk, tysk, tjekkisk og polsk hær angreb det osmanniske Balkan. Forsøget mislykkedes, og kongen faldt i Slaget ved Varna i det nuværende Bulgarien i 1444.